# De Griezelbus (film)
De Griezelbus is een Nederlandse jeugdfilm uit 2005 van Pieter Kuijpers, naar een bewerking van de boekenreeks De Griezelbus van Paul van Loon. De film trok ongeveer 225.000 bezoekers naar de bioscoop.

## Verhaal
De elfjarige jongen Onnoval (Serge Price) wordt gepest door zijn klasgenoot Gino. Hij doet niets terug, omdat hij weet dat als hij zou gaan vechten, hij in een weerwolf zal veranderen. Op een dag komt er in de klas de griezelboekenschrijver Nol van Paulo (Tom Jansen) over zijn verhalen vertellen. Hij verklapt Onnoval dat de duivelse Ferluci een verhaal de waarheid kan laten worden.
Onnoval schrijft een verhaal waarin Gino wordt vermoord door graaf Vlapano (Willem Nijholt) tijdens een schoolreisje in een griezelpretpark (dat in werkelijkheid Familiepark Drievliet is), en geeft het schrift aan Ferluci. Hij krijgt er echter spijt van en weet tijdens het zich afspelen van het verhaal er net op tijd een gunstig einde aan te schrijven. Gino schildert Onnoval als een sukkel af, en is in het begin niet erg onder de indruk van de griezelige dingen, ook niet als anderen bang worden. Hij geeft commentaar als 'vet nep', maar uiteindelijk wordt hij toch wel bang ('Ik denk dat ik deze attractie toch niet zo leuk vind'). 
Gino ligt echter al vastgebonden op een bank, en de graaf staat op het punt om met een apparaat ook wel de zieltjeszuiger genoemd om zijn lichaam leeg te zuigen via zijn navel, wanneer Gino wordt gered. Vervolgens gaan ze Onnovals vriendin Liselore, die ook gevangengenomen is, redden. Daarbij wordt Onnoval aangevallen door een monster. Gino en Liselore, en de inmiddels gearriveerde pleegouders van Onnoval, denken dat Onnoval dood is, verslonden door het monster. Het blijkt echter dat hij gezond en wel onder het dode monster ligt: hij heeft het verslagen, dankzij het feit dat hij tijdelijk in een weerwolf veranderde.

## Rolverdeling
| acteur                       | personage                    |
| ---------------------------- | ---------------------------- |
| Serge Price                  | Onnoval                      |
| Lisa Smit                    | Liselore                     |
| Jim van der Panne            | Gino                         |
| Chantana van Loon            | Nora                         |
| Jody Keppy                   | Sarita                       |
| Perry Gits                   | Wesley                       |
| Rowdy Gerritsen              | Chris                        |
| Willemijn van Poppel         | Johanna                      |
| Robert Ruigrok van der Werve | overige leerlingen           |
| Floris Kant                  | overige leerlingen           |
| Mehmet Uzmay                 | overige leerlingen           |
| Zarah Abeln                  | overige leerlingen           |
| Kiki de Boer                 | overige leerlingen           |
| Dion de Groot                | overige leerlingen           |
| Loek de Vreese               | overige leerlingen           |
| Yvonne Dombrée               | overige leerlingen           |
| Julia Prevoo                 | overige leerlingen           |
| Mylène van der Spek          | overige leerlingen           |
| Theu Boermans                | Sok                          |
| Sylvia Poorta                | Gerda                        |
| Romijn Conen                 | Meester de Vriend            |
| Tom Jansen                   | Nol van Paulo                |
| Daphne de Winkel             | vrouw van kerkhof            |
| Thomas Maartens              | baby Onnoval                 |
| Edo Brunner                  | chauffeur Beentjes           |
| Fred Goessens                | Ferluci                      |
| Willem Nijholt               | reisleider / graaf Vlapano   |
| Angela Schijf                | zuster Ursala                |
| Rob Herber                   | drummer                      |
| Jan Klop                     | bassist                      |
| Jaap van der Panne           | gitarist                     |
| Paul van Loon                | gastgitarist en als zichzelf |

## Prijzen
- Gouden Film voor 100.000 bezoekers (Vlaams publiek meegeteld)
- Chicago International Childrens Film Festival - beste film
- Leeds Young Peoples Film Festival - beste film

## Trivia
- Voor de namen in de film zijn anagrammen gebruikt. De naam van hoofdpersoon Onnoval is een anagram voor Van Loon, ook de schrijver Nol van Paulo die in de klas een lezing geeft, is een anagram van Paul van Loon en Ferluci is een anagram van Lucifer.[1]